# Cuci (gmina)
Cuci – gmina w Rumunii, w okręgu Marusza. Obejmuje miejscowości Cuci, Dătășeni, După Deal, Orosia i Petrilaca. W 2011 roku liczyła 1822 mieszkańców.